# Alodia
Alodia o Alwa era, tra il VII ed il XIV secolo, il più meridionale di tre Regni cristiani della Nubia. Gli altri due, situati a Nord erano la Nobatia e la Makuria. A nord confinava nei pressi della quinta e della sesta cateratta del Nilo, mentre a sud lambivano la regione del Bahr al-Ghazal.
Nonostante sia durato quasi un millennio, molto di questo regno è ancora sconosciuto, anche se a quei tempi esercitava una considerevole potenza militare. È certo che fosse un Regno tributario del Regno di Axum. Dalle cronache Axumite e dalle più recenti cronache Etiopi si rileva che le due potenze venivano spesso al conflitto armato lungo i loro confini. È probabile che Alodia fosse o un Regno settentrionale federato all'Impero di Axum oppure un regno meridionale situato entro i confini dell'Egitto, visto che è storicamente provato che il Regno di Axum fosse una federazione di più regni, così come lo erano i regni di Gondar, Begemeder, Wello, Kaffa entro i confini dell'Etiopia Imperiale, mentre a quei tempi l'Egitto era conosciuto come una un'unica nazione.
Ad Alodia si sono effettuati meno scavi archeologici che nei Regni dI Makuria o della Nobatia, per questo è fra i tre regni cristo-nubiani, quello di cui si conosce meno. La poca conoscenza del regno deriva solo da fonti contemporanee egiziane e dagli scavi archeologichi effettuati nella Bassa Nubia, avvenuti prima dell'inondazione della zona, dovuta alla costruzione della Diga di Assuan. A peggiorare la situazione si è aggiunta solo recentemente, nel 2009, la Diga di Merowe, la più grande d'Africa, la cui costruzione ha condotto all'inondazione di un enorme territorio.
Infine, la posizione di Alodia nell'attuale Sudan ha contribuito non poco ad ostacolare i lavori degli scavi archeologici a causa della grande instabilità politica di questo paese. Fonti letterarie affermano comunque dell'egemonia su Alodia, sia in tempi antichi, da parte del Regno di Axum che in tempi più moderni, da parte della dinastia Solomonica dei nuovi imperatori d'Etiopia.
Le spedizioni degli Imperatori gemelli di Ezena e Sezana, e del loro discendente Hadefan, sembrano essere, stando ai documenti storici, un gesto di rappresaglia dovuto al mancato versamento dei tributi da parte del Regno di Alodia. Gli abitanti del Regno aiutavano i Begi a preparare nuove incursioni nel Regno di Axum. Documenti storici Axumiti registrano meticolosamente il numero di morti, le unità militari inviate, il numero di prigionieri e le misure difensive prese contro queste frequenti incursioni di Begi nel loro territorio.
Anche le origini del Regno di Alodia, sono poco conosciute. Il primo cenno storico potrebbe essere una stele dell'età Meroitica del Regno di Nastasen, che menziona una regione conosciuta con il nome di Alut. Il primo riferimento concreto si ha con Plinio il Vecchio che include Alwa tra la lista delle città situate in Nubia. Come Alodia abbia a che fare con l'antico Regno di Meroe rimane una delle più importanti domande a cui non si ha ancora una risposta. Il Regno di Alodia si trovava al centro dell'Impero Meroitico. Ai tempi di Ezanà di Axum è probabile che il Regno di Alodia sia stato sotto il controllo dei Nobiti, piuttosto che dai Cushiti.

## Geografia e politica
Il Regno era centrato a sud della grande ansa del Nilo nella regione di Gezira, con Soba come capitale. Una pietra tombale con inciso il nome di Re Davide, deceduto nel 1015, venne ritrovata da P.L. Shennie. A un certo punto sembra che i due Regni di Alodia e della Makuria si unificarono grazie alla vicinanza delle due dinastie sovrane. Se a un certo punto, i due stati veramente si unificarono, allora Alodia riguadagnò la sua indipendenza.

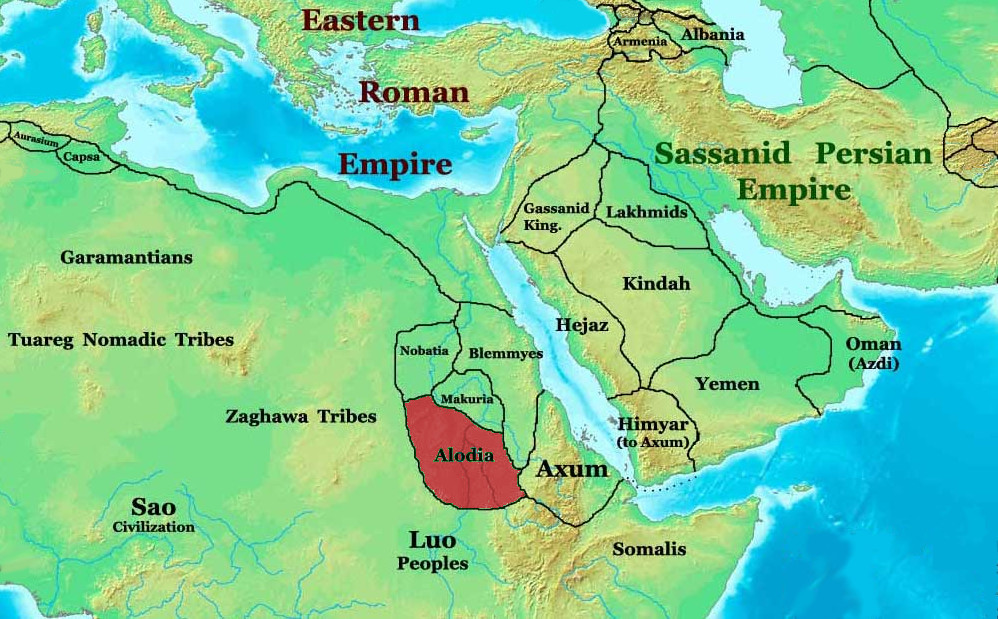
Il Medio Oriente nel 565 dopo Cristo, si possono vedere Alodia e gli stati confinanti.

Il Regno venne convertito al cristianesimo nel VI secolo da missionari bizantini inviati dall'Imperatore Giustiniano e da sua moglie Teodora. Il cristianesimo monofisita si diffuse rapidamente nella zona, di certo più degli altri credi cristiani del tempo, come l'arianesimo e l'ortodossia.
Ibn Hawqal ci fornisce un resoconto dettagliato di un viaggiatore che attraversò quelle terre, e fu anche una sorgente preziosa di informazioni esterna, ed alquanto affidabile. Descrive il regno di Alodia più grande e economicamente più rigoglioso del regno di Makuria, estendendosi dall'Etiopia al Kordofan.
Alodia era il regno, dei tre della Nubia, più distante dall'Egitto, e dunque, anche l'ultimo ad essere convertito all'Islam. La data convenzionale per la sua fine risale alla sua conquista, nel XVI secolo, da parte della dinastia Funj del Regno di Sennar. Prove archeologiche testimoniano la decadenza a partire dal XIII secolo, verso la cui fine al-Harrani ci informa che la capitale fu spostata a Wayula. Più tardi emissari Mamelucchi nella zona di Alodia riferiscono che il Regno venne suddiviso tra i suoi nove sovrani. La popolazione di Alodia ha preservato la loro identità, anche durante il Regno di Sennar, con una rivolta, chiamata "degli Abdallab" e capeggiata da Ajib il Grande, il quale si stanziò a Dongola formando il regno semi-autonomo del Regno di Dongola che durò ancora per diversi secoli.